# Tricholoma venenatum
Espèce
Synonymes
Melanoleuca venenata (G.F.Atk.) Murrill 1914
Tricholoma venenatum est une espèce de champignons du genre des Tricholomes. Il a été décrit pour la première fois en 1908 par George Francis Atkinson.

## Publication originale
- (en) George Francis Atkinson, A new poisonous Mushroom, vol. 46, Crawfordsville, coll. « Botanical Gazette » (no 6), 1908, 4 p., p. 461-464